# سیارک ۳۳۳۲
سیارک ۳۳۳۲ (به انگلیسی: 3332 Raksha، نامگذاری:1978NT1) سه هزار و سیصد و سی و دومین سیارک کشف شده‌است که در ۴ ژوئیه ۱۹۷۸ کشف شد.
قدر مطلق سیارک برابر ۱۱٫۷۰ است.